# Il prezzo della gloria (film 1955)
Il prezzo della gloria è un film del 1955, diretto da Antonio Musu al suo debutto come regista.

## Trama
La storia si svolge sulla torpediniera Sparviero e verte sul disaccordo che intercorre tra il comandante dell'unità, Alberto Bruni, e il suo primo ufficiale, Il tenente Stefano Valli, comandante in seconda. Ma il comandante viene ferito ed allora il suo collaboratore conclude da solo la pericolosa missione.

## Cast
Nel film recita anche Mike Bongiorno, che qui interpreta Ruggero Grimaldi, in uno dei pochi ruoli al di fuori del suo personaggio televisivo.

## Produzione
Il film è ambientato nella città di Taranto: uno dei primi film girati in Puglia.